# Överboda, Älvkarleby kommun
Överboda är en by utanför Skutskär i Älvkarleby kommun. Från 2015 avgränsas här en småort, efter att tidigare ha ingått i Skutskärs tätort.